# Nenad Zimonjić
Nenad Zimonjić (srbsky: Ненад Зимоњић, Nenad Zimonjić; * 4. června 1976 Bělehrad, Srbsko, tehdy Jugoslávie) je srbský profesionální tenista. Je úspěšný především v mužské a smíšené čtyřhře.

## Kariéra
Do profesionálního tenisu Zimonjić vstoupil v roce 1995, ale zůstával relativně neznámý až do překvapivého vítězství ve smíšené čtyřhře na Australian Open 2004. Jeho partnerkou tehdy byla Ruska Jelena Bovinová, se kterou společně porazili Martinu Navrátilovou s Leanderem Paesem ve dvou setech 6:1, 7:6.
Se svou další partnerkou, Slovinkou Katarinou Srebotnikovou, ovládl turnaj na French Open 2006, když porazili pár Daniel Nestor – Jelena Lichovcevová opět ve dvou setech 6:3, 6:4. Na turnaji ve Wimbledonu 2006 Zimonjić prohrál s Fabricem Santorem se specialisty na čtyřhru Bobem a Mikem Bryanovými ve čtyřech setech. Na stejném turnaji pak ještě postoupil do čtvrtfinále mixu spolu s Katarinou Srebotnikovou.
V roce 2007 s Katarinou Srebotnikovou došel na French Open až do finále, kde je porazili Nathalie Dechyová a Andy Ram 7:5, 6:3.
Po Wimbledonu se Zimonjić rozešel se svým dosavadním tenisovým partnerem Fabricem Santorem a do US Open 2007 hrál s Maheshem Bhupathim. Toho následně vystřídal Kanaďan narozený v Bělehradě Daniel Nestor. Ještě toho roku spolu stačili vyhrát turnaj v Petrohradu (bez ztráty setu) a dostali se také do finále v Paříži, kde nestačili na bratry Bryanovy.
Kromě tenisového působení na okruzích ATP pomohl Zimonjić francouzskému daviscupovému družstvu k návratu mezi elitu. Ve čtyřhře s Novakem Djokovićem porazili australský pár Lleyton Hewitt – Paul Hanley 3:6, 6:4, 6:3, 6:2. Francie celkově vyhrála nad Austrálií 4:1.
Rok 2008 začal Zimonjić úspěšně na Australian Open, kde spolu s Číňankou Tchien-tchien Sunovou porazili ve finále indický pár Sania Mirzaová – Mahesh Bhupathi.
Nebývalé tažení světovými turnaji zaznamenal Zimonjić společně s Danielem Nestorem, když se dostali do finále v Indian Wells, v Římě a grandslamovém French Open a vyhráli turnaje v Hamburku, v Londýně a konečně na grandslamovém Wimbledonu. Bylo to jeho největší dosavadní vítězství kariéry. Ve více než dvě a půl hodiny trvající finálové bitvě porazili pár Jonas Björkman – Kevin Ullyett 7:6, 6:7, 6:3, 6:3. Následovalo kanadské Toronto, kde opět došli do finále a tam vyhráli nad bratry Bryanovými ve třech setech 6:2, 4:6, 10:6.
Ačkoli je Nenad Zimonjić znám hlavně jako specialista na čtyřhru, zaznamenal také dvě velká vítězství ve dvouhře. V roce 2004 porazil Andreho Agassiho 6:2, 7:6 v St. Pöltenu a roku 2005 na travnatých kurtech v Halle vyhrál nad Nicolasem Kieferem 6:7, 6:3, 6:4. Obě vítězství si připsal v prvních kolech turnajů. Jeho maximem na grandslamových turnajích ve dvouhře je dosažení 3. kola ve Wimbledonu 1999.

## Finálová utkání na turnajích Grand Slamu ve čtyřhře (12)

### Mužská čtyřhra (6)

#### Vítězství (2)
| Rok  | Turnaj    | Partner       | Soupeři ve finále            | Výsledek                    |
| 2008 | Wimbledon | Daniel Nestor | Jonas Björkman Kevin Ullyett | 7–6(12), 6–7(3), 6–3, 6–3   |
| 2009 | Wimbledon | Daniel Nestor | Bob Bryan Mike Bryan         | 7–6(7), 6–7(3), 7–6(3), 6–3 |

#### Prohry (4)
| Rok  | Turnaj          | Partner         | Vítězové                       | Výsledek           |
| 2004 | Wimbledon       | Julian Knowle   | Jonas Björkman Todd Woodbridge | 6–1, 6–4, 4–6, 6–4 |
| 2006 | Wimbledon       | Fabrice Santoro | Bob Bryan Mike Bryan           | 6–3, 4–6, 6–4, 6–2 |
| 2008 | French Open     | Daniel Nestor   | Pablo Cuevas Luis Horna        | 6–2, 6–3           |
| 2010 | Australian Open | Daniel Nestor   | Bob Bryan Mike Bryan           | 6–3, 6–7(5), 6–3   |

### Smíšená čtyřhra (6)

#### Vítězství (3)
| Rok  | Turnaj          | Partnerka             | Soupeři ve finále                 | Výsledek    |
| 2004 | Australian Open | Jelena Bovinová       | Martina Navrátilová Leander Paes  | 6–1, 7–6(3) |
| 2006 | French Open     | Katarina Srebotniková | Jelena Lichovcevová Daniel Nestor | 6–3, 6–4    |
| 2008 | Australian Open | Sun Tchien-tchien     | Sania Mirzaová Mahesh Bhupathi    | 7–6(4), 6–4 |

#### Prohry (3)
| Rok  | Turnaj      | Partnerka             | Vítězové                           | Výsledek |
| 2005 | US Open     | Katarina Srebotniková | Daniela Hantuchová Mahesh Bhupathi | 6–4, 6–2 |
| 2007 | French Open | Katarina Srebotniková | Nathalie Dechyová Andy Ram         | 7–5, 6–3 |
| 2008 | French Open | Katarina Srebotniková | Viktoria Azarenková Bob Bryan      | 6–2, 7–6 |

## Finálové účasti na turnajích ATP World Tour (59)

### Čtyřhry - výhry (37)
| Legenda                                                       |
| Grand Slam (2)                                                |
| Tennis Masters Cup / ATP World Tour Finals (1)                |
| ATP Masters Series / ATP World Tour Masters 1000 (11)         |
| ATP International Series Gold / ATP World Tour 500 Series (9) |
| ATP International Series / ATP World Tour 250 Series (13)     |

| Tituly dle povrchu |
| Tvrdý (17)         |
| Antuka (12)        |
| Tráva (4)          |
| Koberec (3)        |

| Č.  | Datum             | Turnaj                         | Povrch      | Partner             | Soupeři ve finále                    | Výsledek                    |
| 1.  | 9. květen 1999    | Delray Beach, USA              | antuka      | Max Mirnyj          | Doug Flach Brian MacPhie             | 7–6(3), 3–6, 6–3            |
| 2.  | 5. březen 2000    | Delray Beach, USA              | tvrdý       | Brian MacPhie       | Joshua Eagle Andrew Florent          | 7–5, 6–4                    |
| 3.  | 15. říjen 2000    | Vídeň, Rakousko                | tvrdý (h)   | Jevgenij Kafelnikov | Jiří Novák David Rikl                | 6–4, 6–4                    |
| 4.  | 14. říjen 2001    | Lyon, Francie                  | koberec (h) | Daniel Nestor       | Arnaud Clément Sébastien Grosjean    | 6–1, 6–2                    |
| 5.  | 24. únor 2002     | Memphis, USA                   | tvrdý (h)   | Brian MacPhie       | Bob Bryan Mike Bryan                 | 6–3, 3–6, 6–4               |
| 6.  | 9. březen 2003    | Delray Beach, USA              | tvrdý       | Leander Paes        | Raemon Sluiter Martin Verkerk        | 7–5, 3–6, 7–5               |
| 7.  | 26. říjen 2003    | Petrohrad, Rusko               | tvrdý (h)   | Julian Knowle       | Michael Kohlmann Rainer Schüttler    | 7–6(1), 6–3                 |
| 8.  | 25. duben 2004    | Monte Carlo, Monako            | antuka      | Tim Henman          | Gastón Etlis Martín Rodríguez        | 7–5, 6–2                    |
| 9.  | 17. duben 2005    | Monte Carlo, Monako            | antuka      | Leander Paes        | Bob Bryan Mike Bryan                 | bez boje                    |
| 10. | 24. duben 2005    | Barcelona, Španělsko           | antuka      | Leander Paes        | Feliciano López Rafael Nadal         | 6–3, 6–3                    |
| 11. | 15. leden 2006    | Sydney, Austrálie              | tvrdý       | Fabrice Santoro     | František Čermák Leoš Friedl         | 6–1, 6–4                    |
| 12. | 18. červen 2006   | Halle, Německo                 | tráva       | Fabrice Santoro     | Michael Kohlmann Rainer Schüttler    | 6–0, 6–4                    |
| 13. | 15. říjen 2006    | Moskva, Rusko                  | koberec (h) | Fabrice Santoro     | František Čermák Jaroslav Levinský   | 6–1, 7–5                    |
| 14. | 5. leden 2007     | Dauhá, Katar                   | tvrdý       | Michail Južnyj      | Martin Damm Leander Paes             | 6–1, 7–6(3)                 |
| 15. | 26. únor 2007     | Dubaj, Spojené arabské emiráty | tvrdý       | Fabrice Santoro     | Mahesh Bhupathi Radek Štěpánek       | 7–5, 6–7(3), 10–7           |
| 16. | 7. květen 2007    | Řím, Itálie                    | antuka      | Fabrice Santoro     | Bob Bryan Mike Bryan                 | 6–4, 6–7, 10–7              |
| 17. | 25. srpen 2007    | New Haven, USA                 | tvrdý       | Mahesh Bhupathi     | Mariusz Fyrstenberg Marcin Matkowski | 6–3, 6–3                    |
| 18. | 28. říjen 2007    | Petrohrad, Rusko               | koberec (h) | Daniel Nestor       | Jürgen Melzer Todd Perry             | 6–1, 7–6(3)                 |
| 19. | 18. květen 2008   | Hamburk, Německo               | antuka      | Daniel Nestor       | Bob Bryan Mike Bryan                 | 6–4, 5–7, 10–8              |
| 20. | 15. červen 2008   | Londýn, Spojené království     | tráva       | Daniel Nestor       | Marcelo Melo André Sá                | 6–4, 7–6(3)                 |
| 21. | 5. červenec 2008  | Wimbledon, Spojené království  | tráva       | Daniel Nestor       | Jonas Björkman Kevin Ullyett         | 7–6(12), 6–7(3), 6–3, 6–3   |
| 22. | 27. červenec 2008 | Toronto, Kanada                | tvrdý       | Daniel Nestor       | Bob Bryan Mike Bryan                 | 6–2, 4–6, 10–6              |
| 23. | 16. listopad 2008 | Šanghaj, Čína                  | tvrdý (h)   | Daniel Nestor       | Bob Bryan Mike Bryan                 | 6–2, 4–6, 10–6              |
| 24. | 15. únor 2009     | Rotterdam, Nizozemsko          | tvrdý (h)   | Daniel Nestor       | Lukáš Dlouhý Leander Paes            | 6–2, 7–5                    |
| 25. | 19. duben 2009    | Monte Carlo, Monako            | antuka      | Daniel Nestor       | Bob Bryan Mike Bryan                 | 6–4, 6–1                    |
| 26. | 26. duben 2009    | Barcelona, Španělsko           | antuka      | Daniel Nestor       | Mahesh Bhupathi Mark Knowles         | 6–3, 7–6(9)                 |
| 27. | 3. květen 2009    | Řím, Itálie                    | antuka      | Daniel Nestor       | Bob Bryan Mike Bryan                 | 7–6(5), 6–3                 |
| 28. | 3. květen 2009    | Madrid, Španělsko              | antuka      | Daniel Nestor       | Simon Aspelin Wesley Moodie          | 6–4, 6–4                    |
| 29. | 4. červenec 2009  | Wimbledon, Spojené království  | tráva       | Daniel Nestor       | Bob Bryan Mike Bryan                 | 7–6(7), 6–7(3), 7–6(3), 6–3 |
| 30. | 23. srpen 2009    | Cincinnati, USA                | tvrdý       | Daniel Nestor       | Bob Bryan Mike Bryan                 | 3–6, 7–6(2), 15–13          |
| 31. | 8. listopad 2009  | Basilej, Švýcarsko             | tvrdý (h)   | Daniel Nestor       | Bob Bryan Mike Bryan                 | 6–2, 6–3                    |
| 32. | 15. listopad 2009 | Paříž, Francie                 | tvrdý (h)   | Daniel Nestor       | Marcel Granollers Tommy Robredo      | 6–3, 6–4                    |
| 33. | 16. leden 2010    | Sydney, Austrálie              | tvrdý       | Daniel Nestor       | Ross Hutchins Jordan Kerr            | 6–3, 7–6(5)                 |
| 34. | 14. únor 2010     | Rotterdam, Nizozemí            | tvrdý (h)   | Daniel Nestor       | Simon Aspelin Paul Hanley            | 6–4, 4–6, 10–7              |
| 35. | 18. duben 2010    | Monte Carlo, Monako            | antuka      | Daniel Nestor       | Mahesh Bhupathi Max Mirnyj           | 6–3, 2–0 skreč              |
| 36. | 25. duben 2010    | Barcelona, Španělsko           | antuka      | Daniel Nestor       | Lleyton Hewitt Mark Knowles          | 4–6, 6–3, 10–6              |
| 37. | 7. srpen 2011     | Washington, USA                | tvrdý       | Michaël Llodra      | Robert Lindstedt Horia Tecău         | 6-7(3), 7-6(6), 10-7        |

### Čtyřhry - prohry (23)
| Legenda                                                       |
| Grand Slam (4)                                                |
| Tennis Masters Cup / ATP World Tour Finals (1)                |
| ATP Masters Series / ATP World Tour Masters 1000 (7)          |
| ATP International Series Gold / ATP World Tour 500 Series (1) |
| ATP International Series / ATP World Tour 250 Series (10)     |

| Finále dle povrchu |
| Tvrdý (10)         |
| Antuka (8)         |
| Tráva (3)          |
| Koberec (2)        |

| Č.  | Datum             | Turnaj                         | Povrch      | Partner            | Vítězové                          | Výsledek            |
| 1.  | 14. únor 1999     | San José, USA                  | tvrdý (h)   | Aleksandar Kitinov | Todd Woodbridge Mark Woodforde    | 7–5, 6–7(3), 6–4    |
| 2.  | 7. květen 2000    | Mnichov, Německo               | antuka      | Max Mirnyj         | David Adams John-Laffnie de Jager | 6–4, 6–4            |
| 3.  | 4. březen 2001    | Dubaj, Spojené arabské emiráty | tvrdý       | Daniel Nestor      | Joshua Eagle Sandon Stolle        | 6–4, 6–4            |
| 4.  | 15. duben 2001    | Estoril, Portugalsko           | antuka      | Donald Johnson     | Radek Štěpánek Michal Tabara      | 6–4, 6–1            |
| 5.  | 4. květen 2003    | Valencie, Španělsko            | antuka      | Brian MacPhie      | Lucas Arnold Ker Mariano Hood     | 6–1, 6–7(7), 6–4    |
| 6.  | 25. květen 2003   | St. Pölten, Rakousko           | antuka      | Sargis Sargsian    | Simon Aspelin Massimo Bertolini   | 6–4, 6–7(10), 6–3   |
| 7.  | 2. květen 2004    | Mnichov, Německo               | antuka      | Julian Knowle      | James Blake Mark Merklein         | 6–2, 6–4            |
| 8.  | 4. červenec 2004  | Wimbledon, Spojené království  | tráva       | Julian Knowle      | Jonas Björkman Todd Woodbridge    | 6–1, 6–4, 4–6, 6–4  |
| 9.  | 16. říjen 2005    | Stockholm, Švédsko             | tvrdý (h)   | Leander Paes       | Wayne Arthurs Paul Hanley         | 5–3, 5–3            |
| 10. | 23. říjen 2005    | Madrid, Španělsko              | tvrdý (h)   | Leander Paes       | Mark Knowles Daniel Nestor        | 3–6, 6–3, 6–2       |
| 11. | 13. listopad 2005 | Šanghaj, Čína                  | koberec (h) | Leander Paes       | Michaël Llodra Fabrice Santoro    | 6–7(6), 6–3, 7–6(4) |
| 12. | 23. duben 2006    | Monte Carlo, Monako            | antuka      | Fabrice Santoro    | Jonas Björkman Max Mirnyj         | 6–2, 7–6(2)         |
| 13. | 9. červenec 2006  | Wimbledon, Spojené království  | tráva       | Fabrice Santoro    | Bob Bryan Mike Bryan              | 6–3, 4–6, 6–4, 6–2  |
| 14. | 5. listopad 2006  | Paříž, Francie                 | koberec (h) | Fabrice Santoro    | Arnaud Clément Michaël Llodra     | 7–6(4), 6–2         |
| 15. | 17. červen 2007   | Halle, Německo                 | tráva       | Fabrice Santoro    | Simon Aspelin Julian Knowle       | 6–4, 7–6(5)         |
| 16. | 4. listopad 2007  | Paříž, Francie                 | tvrdý (h)   | Daniel Nestor      | Bob Bryan Mike Bryan              | 6–3, 7–6(4)         |
| 17. | 21. březen 2008   | Indian Wells, USA              | tvrdý       | Daniel Nestor      | Jonathan Erlich Andy Ram          | 6–4, 6–4            |
| 18. | 11. květen 2008   | Řím, Itálie                    | antuka      | Daniel Nestor      | Bob Bryan Mike Bryan              | 3–6, 6–4, 10–8      |
| 19. | 7. červen 2008    | French Open, Francie           | antuka      | Daniel Nestor      | Pablo Cuevas Luis Horna           | 6–2, 6–3            |
| 20. | 9. leden 2009     | Dauhá, Katar                   | tvrdý       | Daniel Nestor      | Marc López Rafael Nadal           | 4–6, 6–4, 10–8      |
| 21. | 17. leden 2009    | Sydney, Austrálie              | tvrdý       | Daniel Nestor      | Bob Bryan Mike Bryan              | 6–1, 7–6(3)         |
| 22. | 30. leden 2010    | Australian Open, Austrálie     | tvrdý       | Daniel Nestor      | Mike Bryan Bob Bryan              | 6–3, 6–7(5), 6–3    |
| 23. | 20. březen 2010   | Indian Wells, USA              | tvrdý       | Daniel Nestor      | Marc López Rafael Nadal           | 7–6(8), 6–3         |

## Davisův pohár
Nenad Zimonjić se zúčastnil 34 zápasů v Davisově poháru za týmy Jugoslávie a Srbska s bilancí 13-9 ve dvouhře a 22-6 ve čtyřhře.

## Postavení na žebříčku ATP na konci sezóny

### Dvouhra
| Rok    | 1993 | 1994   | 1995   | 1996   | 1997   | 1998   | 1999   | 2000   | 2001   | 2002   | 2003   | 2004   | 2005   | 2006   | 2007   | 2008 | 2009   |
| Pořadí | 943. | ▲ 545. | ▼ 572. | ▲ 407. | ▼ 500. | ▲ 192. | ▼ 307. | ▼ 316. | ▲ 200. | ▼ 428. | ▼ 497. | ▲ 337. | ▼ 564. | ▲ 553. | ▼ 687. | ▼ x  | ▲ 944. |

### Čtyřhra
| Rok    | 1993 | 1994   | 1995   | 1996   | 1997   | 1998   | 1999  | 2000  | 2001  | 2002  | 2003  | 2004  | 2005  | 2006  | 2007 | 2008 | 2009 |
| Pořadí | 978. | ▲ 474. | ▲ 377. | ▲ 254. | ▲ 190. | ▲ 116. | ▲ 86. | ▲ 29. | ▲ 21. | ▼ 52. | ▲ 32. | ▲ 18. | ▲ 11. | ▬ 11. | ▲ 5. | ▲ 1. | ▼ 3. |